# Schede (fiume)
Lo Schede è un fiume della Bassa Sassonia, Germania, localizzato nel Circondario di Gottinga (Göttingen). Nasce da un fonte sotterranea situata nella foresta di Bramwald, sulle omonime colline, ha una lunghezza di 13,2 km per poi sfociare nel fiume Weser all'altezza di Hilwartshausen, cittadina del distretto di Hann. Müden.